# Emely de Heus
Emely de Heus (Mijnsheerenland, 10 de fevereiro de 2003) é uma piloto profissional de automóveis neerlandesa.
De Heus nasceu em Mijnsheerenland, Holanda. Seu pai é Bert de Heus, um piloto amador veterano no campeonato de corrida de resistência da 24H Series. Sua família é proprietária e opera a De Heus Tractors, com sede em Mijnsheerenland.
Em 2021, De Heus fez sua estreia nas corridas de monolugares no Campeonato Espanhol de F4 onde correu pela equipe holandesa MP Motorsport. Em 2022, ela disputa o Campeonato de W Series.